# Miguel González Barillas
Miguel Guillermo González Barillas (San Salvador; 5 de mayo de 1951) es un exfutbolista salvadoreño que se desempeñaba como delantero. Es hermano de los también exfutbolistas Mágico González y Mauricio González.

## Clubes
| Club                | País        | Año       |
| ------------------- | ----------- | --------- |
| Alianza F.C.        | El Salvador | 1969-1975 |
| ANTEL F.C.          | El Salvador | 1975-1977 |
| C.D. Atlético Marte | El Salvador | 1977-1982 |
| FAS (cesión)        | El Salvador | 1982      |

## Palmarés

### Títulos nacionales
| Título           | Equipo         | País        | Año     |
| ---------------- | -------------- | ----------- | ------- |
| Primera División | Atlético Marte | El Salvador | 1980-81 |
| Primera División | Atlético Marte | El Salvador | 1982    |

### Distinciones individuales
| Distinción                                            | Año     |
| ----------------------------------------------------- | ------- |
| Máximo goleador de la Primera División de El Salvador | 1976-77 |